# 佐藤晃大
佐藤 晃大（さとう あきひろ、1986年10月22日 - ）は、神奈川県座間市出身の元プロサッカー選手。ポジションはフォワード（FW）。

## 来歴

### プロ入り前
小学校低学年時、地元座間市の立野台FC（現FCシリウス）でサッカーをはじめ、栗原中学校、座間高校、東海大学とサッカー部だった。座間高校時代、インターハイ出場がかかった重要な試合で、ゴールをあげ自分自身にしても座間高校にしても初めての全国大会出場を果たした。大学進学時は明治大学も受験したが、不合格だった。

### 徳島ヴォルティス
東海大卒業後の2009年、J2の徳島ヴォルティスに入団。徳島での大学生の同期入団は安藤寛明、大原卓丈。同年4月29日のザスパ草津戦でJ2リーグ戦デビューを果たすと、5月2日の横浜FC戦で後半ロスタイムに劇的なJ2初ゴールを決め、チームを勝利に導いた。
2011年6月25日の湘南ベルマーレ戦で自身初、クラブとしてもJリーグ参入後初となるハットトリックを達成した。同シーズンはチームトップ、リーグ12位タイの9ゴールを挙げ、クラブにとって最高位となるリーグ4位の成績に貢献した。

### ガンバ大阪
2012年、徳島からJ1・ガンバ大阪へ完全移籍。開幕時は控えであったが、次第に出場機会増やしレギュラーの座を獲得すると、、初のJ1でのプレーながらチーム日本人選手トップの11得点を挙げる活躍を見せ、同年度の日刊スポーツ 提供「黄金の脚賞」を受賞した。しかし、10月20日の第29節川崎戦で右膝前十字靭帯損傷の重傷を負い、全治8カ月と診断された。
2013年10月27日、J2第38節古巣の徳島戦で約1年ぶりに公式戦復帰を果たすと、続く第39節熊本戦で復帰後初得点を決めた。
2014年は、開幕当初こそスタメンでの起用が多かったが結果を残すことができず、後半戦はほとんどが控えになりリーグ戦の得点は2点に留まった。それでも、そのうちの1点はリーグ優勝をかけた浦和との天王山を制する決勝ゴールとなった。

### 徳島ヴォルティス（2次）
2015年、徳島へ完全移籍。古巣へは4年ぶりの復帰となった。
通算11年目となった2022年シーズンは故障がちとなり、得点なしに終わった。11月27日に契約満了に伴い退団することを発表。
翌11月28日、カンセキスタジアムとちぎで行われたJリーグ合同トライアウトに出場した。
その後所属先は決まらず、2022シーズン限りで現役を引退。現在は古巣徳島のフロントスタッフの職に就いている。

## 所属クラブ
- FCシリウス
- 1999年 - 2001年 座間市立栗原中学校
- 2002年 - 2004年 神奈川県立座間高等学校
- 2005年 - 2008年 東海大学
- 2009年 - 2011年  徳島ヴォルティス
- 2012年 - 2014年  ガンバ大阪
- 2015年 - 2022年  徳島ヴォルティス

## 個人成績
| 国内大会個人成績 | 国内大会個人成績 | 国内大会個人成績 | 国内大会個人成績 | 国内大会個人成績 | 国内大会個人成績 | 国内大会個人成績 | 国内大会個人成績 | 国内大会個人成績 | 国内大会個人成績 | 国内大会個人成績 | 国内大会個人成績 |
| 年度             | クラブ           | 背番号           | リーグ           | リーグ戦         | リーグ戦         | リーグ杯         | リーグ杯         | オープン杯       | オープン杯       | 期間通算         | 期間通算         |
| 年度             | クラブ           | 背番号           | リーグ           | 出場             | 得点             | 出場             | 得点             | 出場             | 得点             | 出場             | 得点             |
| 日本             | 日本             | 日本             | 日本             | リーグ戦         | リーグ戦         | リーグ杯         | リーグ杯         | 天皇杯           | 天皇杯           | 期間通算         | 期間通算         |
| ---------------- | ---------------- | ---------------- | ---------------- | ---------------- | ---------------- | ---------------- | ---------------- | ---------------- | ---------------- | ---------------- | ---------------- |
| 2009             | 徳島             | 31               | J2               | 17               | 4                | -                | -                | 0                | 0                | 17               | 4                |
| 2010             | 徳島             | 31               | J2               | 26               | 5                | -                | -                | 1                | 1                | 27               | 6                |
| 2011             | 徳島             | 18               | J2               | 36               | 9                | -                | -                | 1                | 0                | 37               | 9                |
| 2012             | G大阪            | 20               | J1               | 26               | 11               | 2                | 1                | 1                | 0                | 29               | 12               |
| 2013             | G大阪            | 20               | J2               | 5                | 1                | -                | -                | 0                | 0                | 5                | 1                |
| 2014             | G大阪            | 20               | J1               | 23               | 2                | 8                | 1                | 5                | 3                | 36               | 6                |
| 2015             | 徳島             | 18               | J2               | 26               | 4                | -                | -                | 1                | 0                | 27               | 4                |
| 2016             | 徳島             | 18               | J2               | 33               | 4                | -                | -                | 1                | 0                | 34               | 4                |
| 2017             | 徳島             | 18               | J2               | 10               | 0                | -                | -                | 0                | 0                | 10               | 0                |
| 2018             | 徳島             | 18               | J2               | 20               | 0                | -                | -                | 0                | 0                | 20               | 0                |
| 2019             | 徳島             | 18               | J2               | 13               | 0                | -                | -                | 0                | 0                | 13               | 0                |
| 2020             | 徳島             | 18               | J2               | 12               | 1                | -                | -                | 0                | 0                | 12               | 1                |
| 2021             | 徳島             | 18               | J1               | 5                | 0                | 5                | 0                | 0                | 0                | 10               | 0                |
| 2022             | 徳島             | 18               | J2               | 7                | 0                | 3                | 0                | 1                | 0                | 11               | 0                |
| 通算             | 日本             | 日本             | J1               | 54               | 13               | 15               | 2                | 6                | 3                | 75               | 18               |
| 通算             | 日本             | 日本             | J2               | 205              | 28               | 3                | 0                | 5                | 1                | 213              | 29               |
| 総通算           | 総通算           | 総通算           | 総通算           | 259              | 41               | 18               | 2                | 11               | 4                | 288              | 47               |

| 国際大会個人成績 | 国際大会個人成績 | 国際大会個人成績 | 国際大会個人成績 | 国際大会個人成績 |
| 年度             | クラブ           | 背番号           | 出場             | 得点             |
| AFC              | AFC              | AFC              | ACL              | ACL              |
| ---------------- | ---------------- | ---------------- | ---------------- | ---------------- |
| 2012             | G大阪            | 20               | 5                | 0                |
| 通算             | AFC              | AFC              | 5                | 0                |

- Jリーグ初出場 - 2009年4月29日 J2第11節 vsザスパ草津（鳴門・大塚スポーツパークポカリスエットスタジアム）
- Jリーグ初得点 - 2009年5月2日 J2第12節 vs横浜FC（ニッパツ三ツ沢球技場）

## タイトル

### クラブ
ガンバ大阪
- Jリーグ ディビジョン1：1回（2014年）
- Jリーグ ディビジョン2：1回（2013年）
- ナビスコカップ：1回（2014年）
- 天皇杯：1回（2014年）

徳島ヴォルティス
- J2リーグ：1回（2020年）